# Schafkopf
De Schafkopf is een berg in de deelstaat Beieren, Duitsland. De berg heeft een hoogte van 1305 meter.
De Schafkopf is onderdeel van het Estergebergte, dat weer deel uitmaakt van de Bayerische Voralpen.